# Лангоско
Лангоско, Ланґоско (італ. Langosco) — муніципалітет в Італії, у регіоні Ломбардія, провінція Павія.
Лангоско розташоване на відстані близько 490 км на північний захід від Рима, 60 км на південний захід від Мілана, 50 км на захід від Павії.
Населення — 408 осіб (2014).

## Демографія
Населення за роками:

Станом на 1 січня 2023 року в муніципалітеті офіційно проживали 32 іноземці з 8 країн, серед них 21 громадянин країн Євросоюзу.

## Сусідні муніципалітети
- Кандія-Ломелліна
- Карезана
- Коццо
- Мотта-де'-Конті
- Розаско